# Кёрте, Вильгельм
Вильгельм Кёрте (нем. Wilhelm Körte; 24 марта 1776, Ашерслебен — 30 января 1846, Хальберштадт) — историк литературы.
Наиболее важные его биографические труды: «Das Leben Gleims» (Гальберштадт, 1811), «Das Leben Carnots» (Лейпциг, 1820), «Leben und Studien Fr.-Aug. Wolfs, des Philologen» (Эссен, 1833), «Albrecht Thaer» (Лейпциг, 1839). Опубликовал сборник: «Die Sprichwörter und sprichwortlichen Redensarten der Deutschen» (Лейпциг, 1837; 2 изд., 1861).